# Ryu Ga Gotoku Studio
Ryu Ga Gotoku Studio (龍が如くスタジオ, Ryū ga Gotoku Sutajio) é um estúdio de desenvolvimento de jogos eletrônicos, parte da divisão Sega CS Research and Development No. 1 (セガ 第一CS研究開発部, Sega daiichi shīēsu kenkyū kaihatsubu) da empresa japonesa de jogos eletrônicos Sega. É mais conhecido por desenvolver os jogos da série Yakuza desde Yakuza 5. Entretanto, o estúdio também desenvolve a série spin-off de Yakuza, Judgment, e jogos da série Super Monkey Ball desde 2019, bem como jogos autônomos, como Binary Domain.
Desde Yakuza 3, ele era chamado de Sega CS1 R&D, até a conclusão do desenvolvimento de Yakuza: Dead Souls. Depois disso, ele foi separado dessa divisão. O primeiro jogo a usar o logotipo original do estúdio foi Binary Domain no Japão, lançado em fevereiro de 2012. Eventualmente, o logo do RGG Studio começou a ser usado consistentemente e o estúdio formou sua própria marca e identidade.
De acordo com Masayoshi Yokoyama, uma das lideranças do estúdio, o estúdio não é uma empresa, mas com "conceito" ou uma "equipe de produção." De qualquer forma, o logo e nome do estúdio começaram a ser usados internacionalmente de forma consistente.

## Jogos desenvolvidos
| Ano  | Título                                | Plataforma(s)                                                                               |
| ---- | ------------------------------------- | ------------------------------------------------------------------------------------------- |
| 2012 | Binary Domain                         | PlayStation 3, Xbox 360, Microsoft Windows                                                  |
| 2012 | Yakuza 5                              | PlayStation 3                                                                               |
| 2014 | Ryū ga Gotoku Ishin!                  | PlayStation 3, PlayStation 4                                                                |
| 2015 | Yakuza 0                              | PlayStation 3, PlayStation 4, Microsoft Windows, Xbox One                                   |
| 2016 | Yakuza Kiwami                         | PlayStation 3, PlayStation 4, Microsoft Windows, Xbox One                                   |
| 2016 | Yakuza 6: The Song of Life            | PlayStation 4, Microsoft Windows, Xbox One                                                  |
| 2017 | Yakuza Kiwami 2                       | PlayStation 4, Microsoft Windows, Xbox One                                                  |
| 2018 | Fist of the North Star: Lost Paradise | PlayStation 4                                                                               |
| 2018 | Yakuza 3 Remastered                   | PlayStation 4, Microsoft Windows, Xbox One                                                  |
| 2018 | Ryū ga Gotoku Online                  | Microsoft Windows, iOS, Android                                                             |
| 2018 | Judgment                              | PlayStation 4                                                                               |
| 2019 | Yakuza 4 Remastered                   | PlayStation 4, Microsoft Windows, Xbox One                                                  |
| 2019 | Yakuza 5 Remastered                   | PlayStation 4, Microsoft Windows, Xbox One                                                  |
| 2019 | Super Monkey Ball: Banana Blitz HD    | Nintendo Switch, PlayStation 4, Microsoft Windows, Xbox One                                 |
| 2020 | Yakuza: Like a Dragon                 | PlayStation 4, PlayStation 5, Microsoft Windows, Xbox One, Xbox Series X/S                  |
| 2021 | Judgment Remastered                   | PlayStation 5, Stadia, Xbox Series X/S                                                      |
| 2021 | Virtua Fighter 5: Ultimate Showdown   | PlayStation 4                                                                               |
| 2021 | Lost Judgment                         | PlayStation 4, PlayStation 5, Xbox One, Xbox Series X/S                                     |
| 2021 | Super Monkey Ball: Banana Mania       | Nintendo Switch, PlayStation 4, PlayStation 5, Microsoft Windows, Xbox One, Xbox Series X/S |